# Langflossen-Fledermausfisch
Der Langflossen-Fledermausfisch (Platax teira) lebt im Roten Meer und im Indopazifik von der Küste Ostafrikas bis Südafrika, den Ryūkyū-Inseln, Neuguinea und dem Great Barrier Reef.

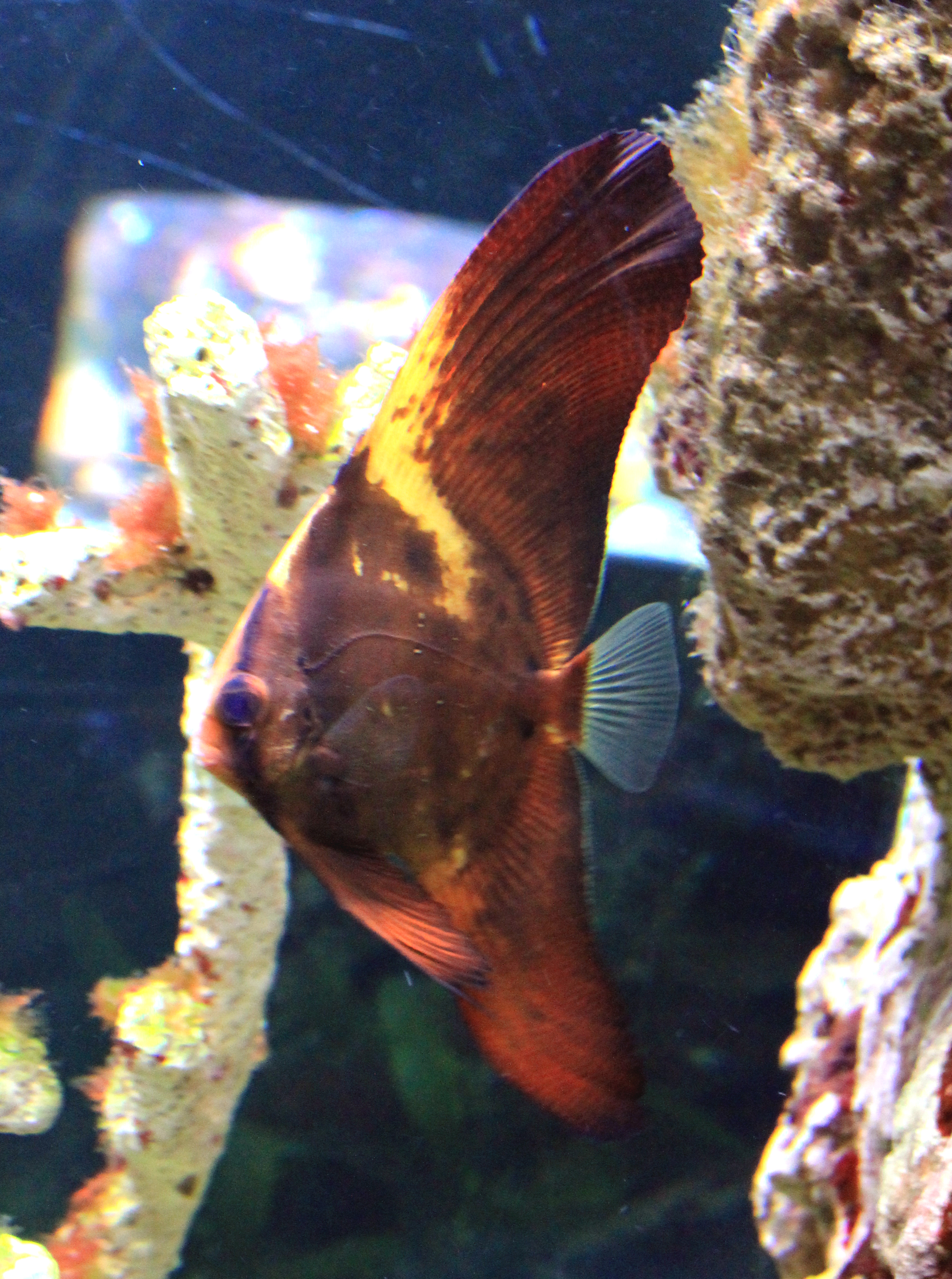
Im Meeresaquarium von Prag

Jungfische haben sehr lang ausgezogene und Rücken- und Afterflossen. Sie leben küstennah über Sandboden, seichten Korallenriffen oder unter Treibholz und treibenden Braunalgen der Gattung Sargassum. 
Adulte Fische bekommen eine mehr diskusförmige Gestalt, die Flossen sind im Verhältnis zum Körper nicht mehr so hoch, der Körper wird silbergrau. Sie leben in kleinen oder größeren Gruppen von bis zu 100 Exemplaren, in tieferen Lagunen, Innenriffen und Außenriffen. Oft kann man sie auch an Schiffswracks sehen.
Langflossen-Fledermausfische werden 70 Zentimeter lang.